# 真剣SUNSHINE
「真剣SUNSHINE」（マジサンシャイン）は、Hey! Say! JUMPの楽曲。16作目のシングルとして、2016年5月11日にジェイ・ストームから発売された。

## 概要
- 前作「キミアトラクション」から約7ヶ月ぶりのシングルとなる。

- 初回限定盤1・2、通常盤の3種での発売となり、それぞれ収録曲・ジャケット写真ともに異なる。

- 表題曲は、メンバー出演 コーセーコスメポート『サンカット(R)』のCMソングである。

- また、通常盤に収録されているカップリング曲「We are 男の子!」は、メンバー出演 テレビ東京系『リトルトーキョーライフ』のエンディングテーマである。

- 初回限定盤1には、表題曲のビデオクリップ+メイキングとHey!Say!7が歌う「パーリーモンスター」のカップリング1曲を収録。

- 初回限定盤2には、Hey!Say!BESTが歌う「Speed It Up」のカップリング1曲に加え、特典映像として「第2回 ジャンジャン答えて!! ジャン！ジャン！JUMQ」のDVDを付属。

- 通常盤には、カップリング曲「Eve」とオリジナル・カラオケ3曲を収録。

## チャート成績
- 初動で26.7万枚を売り上げ、5月23日付けのオリコンチャートで週間1位を獲得した。また過去最高の『OVER』を更新する売り上げとなった。

## 収録曲

### CD

#### 通常盤
1. 真剣SUNSHINE
作詞：KOMU、作曲・編曲：原一博
  - Hey! Say! JUMP出演 コーセーコスメポート『サンカット』CMソング
2. We are 男の子!
作詞・作曲：磯崎健史、編曲：山下洋介
  - テレビ東京系「リトルトーキョーライフ」エンディングテーマ
3. Eve
作詞：Vandrythem、作曲・編曲：原一博
4. 真剣SUNSHINE (オリジナル・カラオケ)
5. We are 男の子! (オリジナル・カラオケ)
6. Eve (オリジナル・カラオケ)

#### 初回限定盤1
1. 真剣SUNSHINE
2. パーリーモンスター - Hey! Say! 7
作詞：MiNE、Komei Kobayashi、作曲：Andeas Ohrn、MiNE、川口進、Komei Kobayashi、編曲：Andeas Ohrn、川口進

#### 初回限定盤2
1. 真剣SUNSHINE
2. Speed It Up - Hey! Say! BEST
作詞：Taka Ruscar、作曲：STEVEN LEE、Anders Wigelius、Erik Wigelius、Drew Ryan Scott、編曲：Erik Wiggle's

### DVD

#### 初回限定盤1
1. 「真剣SUNSHINE」Video Clip & Making

#### 初回限定盤2
1. 特典映像「第2回 ジャンジャン答えて!!ジャン！ジャン！JUMQ！」